# Hermann L. Gremliza
Hermann Ludwig Gremliza (* 20. November 1940 in Köln; † 20. Dezember 2019 in Hamburg) war ein deutscher Journalist und Schriftsteller. Er war seit 1974 Herausgeber der Monatszeitschrift konkret.

## Leben
Gremliza wuchs in Gerlingen auf. Seine Schwester ist die Verlegerin (Hamburger Konkret Literatur Verlag) Dorothee Gremliza.
Nach dem Abitur am Stuttgarter Eberhard-Ludwigs-Gymnasium studierte er von 1960 bis 1966 in Tübingen und an der FU Berlin Geschichtswissenschaft und Politikwissenschaft. In Tübingen gab er im Auftrag des dortigen AStA die Studentenzeitung Notizen heraus.
Er begann 1966 als Redaktionsassistent und arbeitete zuletzt als leitender Redakteur des Politikressorts des Spiegel. Infolge einer Auseinandersetzung mit dem Herausgeber Rudolf Augstein um redaktionelle Mitbestimmung verließ Gremliza Ende 1971 das Magazin. Ab 1974 bis zu seinem Tod gab er die monatlich erscheinende Zeitschrift konkret heraus. Für konkret schrieb er monatlich mindestens einen politischen Leitartikel (Gremlizas Kolumne) und eine Sprachkritik (Gremlizas Express), in der er im Geiste von Karl Kraus aus aktuellen Äußerungen von Politikern und anderen öffentlichen Personen die zugrunde liegende Gesinnung extrahierte. Außerdem führte er in unregelmäßiger Folge Interviews mit Persönlichkeiten aus Politik und Kultur.
Gremliza war ein scharfer Kritiker der politischen Verhältnisse in der Bundesrepublik Deutschland und ein erklärter Gegner von deutschem Patriotismus und Nationalismus. 1980 unterstützte er den Aufruf zum Anachronistischen Zug gegen die Kanzlerkandidatur von Franz Josef Strauß.
Im Jahre 1989 trat er aus der SPD aus. Ein Anlass dazu war, dass die Bundestagsabgeordneten der SPD nach der Maueröffnung am 9. November im Bundestag spontan mit den Abgeordneten der CDU, CSU und FDP aufstanden, um die  deutsche Nationalhymne zu singen. Gremliza erinnerte diese Szene an den 17. Mai 1933, als sich die sozialdemokratischen Abgeordneten anlässlich der „Friedensrede“ Hitlers gemeinsam mit den Nationalsozialisten zum Singen der ersten Strophe der Nationalhymne erhoben. Er war Kommunist, Mitglied der Gewerkschaft IG Druck und Papier und ein Vertreter der israel-solidarischen Linken.
Er gab 1987 öffentlich an, als Ghostwriter für Günter Wallraff dessen Buch Der Aufmacher über die Bild-Zeitung geschrieben zu haben, was von Wallraff seinerzeit „im Kern“ auch nicht bestritten wurde.
Im Jahre 1994 unternahm Gremliza als externer Berater gemeinsam mit Wiglaf Droste einen Versuch, die Tageszeitung junge Welt zu reformieren.
Gremliza war seit 1976 verheiratet und hatte vier Kinder. Er starb im Dezember 2019 im Alter von 79 Jahren in Hamburg nach langer schwerer Krankheit.

## Karl-Kraus-Preis
Im Jahre 1986 stiftete Gremliza den „Karl-Kraus-Preis“, den er an Fritz J. Raddatz und 1987 an Günter Wallraff verlieh. Die Preisträger lehnten den Preis ab, da das Preisgeld von 30.000 DM an die Bedingung geknüpft war, dass sie nie wieder ein Wort schreiben würden. Heiner Müller veröffentlichte eine Abschrift des Telefongesprächs, in dem Wallraff den Preis ablehnte, in der taz.

## Veröffentlichungen (Auswahl)

### Autor
- Was Gabriele Henkel alles mit der Hand macht. Zweitausendeins, Frankfurt am Main 1979, DNB 800691423.
- Betrug dankend erhalten. Konkret Literatur Verlag, Hamburg 1983, ISBN 3-922144-30-6
- Krautland einig Vaterland. Konkret Literatur Verlag, Hamburg 1990, ISBN 3-922144-83-7
- Ein Volk gibt Gas. 28 Berichte zur Lage der deutschen Nation. Gremliza Verlags GmbH, Hamburg 1992, ISBN 3-929201-03-8
- Ganghofer im Wunderland. 73 Absagen an die herrschende Meinung 1978–1994. KVV „konkret“ Vertriebsgesellschaft, Hamburg 1994, ISBN 3-930786-00-1
- Herrschaftszeiten oder Freiheit ist immer die Freiheit von Radio Luxemburg. KVV „konkret“ GmbH, Hamburg 1996, ISBN 3-930786-05-2
- Drei Damen (Sammelband). Konkret Literatur Verlag, Hamburg 1996
  - enthält:
  - 1. – Was Gabriele Henkel alles mit der Hand macht, ISBN 3-89458-153-0
  - 2. – Wie Hannelore Kohl die Russen bezauberte, ISBN 3-922144-56-X
  - 3. – Frau Schwarzer ihr Haus seine Lieblingswurst, ISBN 3-922144-98-5
- Gegen Deutschland. 48 Nestbeschmutzungen. Konkret Literatur Verlag, Hamburg 2000, ISBN 3-89458-193-X
- Haupt- und Nebensätze. edition suhrkamp, Berlin 2016, ISBN 978-3-518-12715-5

### Herausgeber
- 30 Jahre Konkret. Konkret-Verlag, Hamburg 1987, ISBN 3-922144-63-2
- Vorwärts. Nieder. Hoch. Nie wieder. Vierzig Jahre Konkret. Eine linke deutsche Geschichte 1957–1997. Konkret-Verlag, Hamburg 1997, ISBN 3-89458-156-5
- Hat Israel noch eine Chance? Palästina in der neuen Weltordnung. Konkret-Verlag, Hamburg 2001, ISBN 3-930786-32-X

### Vorträge
- Das sehr gemischte Doppel. Getrennt dichten – vereint vortragen, DVD (mit Horst Tomayer), Hamburg 2006, ISBN 3-930786-48-6

### Gesammelte Schriften
- Hermann L. Gremliza: Gesammelte Schriften, Band 1, 1963–1975, herausgegeben von Friederike Gremliza und Wolfgang Schneider, Hamburg 2024, ISBN 978-3-911590-00-6.
- Hermann L. Gremliza: Gesammelte Schriften, Band 2, 1976–1978, herausgegeben von Friederike Gremliza und Wolfgang Schneider, Hamburg 2024, ISBN 978-3-911590-01-3.